# Álvaro Araújo Castro
Álvaro Araújo Castro (Santa Marta, Magdalena, 7 de noviembre de 1967) es un político colombiano. 
En el año 1994 fue elegido congresista hasta 2006, en 2006 fue elegido senador por Movimiento Alas Equipo Colombia.
Oriundo del departamento del Magdalena, al norte del país, heredero de una casta política de su padre, Álvaro Araújo Noguera, quien perdió su investidura en 1993 por una contratación de menor cuantía que hizo su emisora Radio Guatapurí con el Estado y hermano de la excanciller María Consuelo Araújo.
Álvaro Araujo tuvo una corta trayectoria como actor a principios de la década de los noventa cuando representó a Miguel Casares en la serie de televisión Escalona, producida por Caracol TV y protagonizada por Carlos Vives. En 2017 regresó a la pantalla chica, en  'La Cacica', serie sobre la vida de su tía María Consuelo; allí interpretó al hermano de la protagonista, es decir a su padre en la vida real.
Como líder del partido Alas Equipo Colombia llegó al senado de la república. El 18 de abril de 2010 fue encontrado responsable de haber hecho alianzas con grupos armados ilegales en el departamento del Cesar y condenado a nueve años y tres meses de prisión. El 8 de febrero de 2011 recuperó su libertad (bajo libertad condicionada).

## Trayectoria política
Después de graduarse como economista de la Universidad Externado de Colombia, Araújo Castro se lanzó a la Cámara con apenas 27 años (E 1994). Salió elegido como Partido Liberal Colombiano, y a los dos años fundó un movimiento disidente denominado Alternativa de Avanzada Social (Alas).
Fue representante a la Cámara por el departamento del Cesar en los periodos 1994-1998 y 1998-2002. Después de su segundo período en la Cámara, pasó al Senado en el 2002 con una votación de 77.916 de sufragios con su movimiento, apoyando la candidatura presidencial de Horacio Serpa. Una vez posesionado ingresó al uribismo casi que en forma simultánea con el nombramiento del propio Horacio Serpa como Embajador del gobierno de Uribe ante la OEA, y con posterioridad al de su hermana María Consuelo Araújo como ministra de Cultura (Después nombrada ministra de Relaciones Exteriores).
En el año 2006 fue reelegido senador, continuando como su principal baluarte electoral la ciudad de Bogotá donde obtuvo 13 mil votos y el departamento del Cesar, donde logró más de 47 mil votos. Según la revista Semana, en el departamento de Cesar se registró un patrón electoral atípico que evidencia, que los paramilitares (que entre 1999 y 2000 triplicaron sus masacres en el departamento) influyeron en la contienda. En mayo de 2005, la misma publicación reveló que el Cesar se dividió en dos zonas electorales: Sin embargo, esa hipótesis no consideró que Araujo ya había sido elegido 2 veces a la Cámara de Representantes, durante el auge criminal de las guerrillas de las FARC y el ELN, y su padre tres periodos más antes de él.
- El G-8, conformado por los ocho municipios de la zona minera en el centro del Cesar, donde el senador Mauricio Pimiento (candidato por el partido de la U) y el representante Jorge Enrique Ramírez barrieron.
- El G-11, conformado por los municipios del sur del Cesar, coincide con los lugares donde el representante Miguel Ángel Durán, investigado y absuelto, y el senador Araújo sacaron votaciones mayoritarias, coincidentes con los guarismos electorales obtenidos por ellos, separadamente, y en la fórmula electoral.

### Controversia
A finales del año 2006, cuando en el país estalló la crisis de la llamada "parapolítica", Araújo fue acusado por el exjefe de informática del DAS, Rafael García. Según García, Araújo fue uno de los dirigentes políticos que entregó financiación a los grupos paramilitares en el Cesar. Aunque Araújo no firmó el famoso Pacto de Ralito, suscrito entre las AUC y dirigentes políticos, y solo figura en el computador de exjefe del bloque norte de las Autodefensas, Rodrigo Tovar Pupo, alias Jorge 40, como un referente político en la Costa Norte de Colombia, si fue acusado por la Sala Penal de la Corte suprema de Justicia de haber presionado a los paramilitares para el secuestro de Elías Ochoa Daza, quien paradójicamente era su aliado político, y nunca fue su adversario como equivocadamente se dijo en ese momento, el propio Ochoa corroboró con su testimonio de descargo en favor de Araujo, bajo la gravedad de Juramento durante el proceso penal.
A medida que se conocían estos hechos, el senador Araújo, en medio del calor de una reuión privada de miembros de la bancada uribista en el palacio de Gobierno, dijo desesperado: «No se equivoquen,si vienen por mí, vienen por mi hermana (la canciller María Consuelo Araújo), por el Procurador Maya por su relación familiar conmigo, y eso solo sería para llegar al presidente Uribe». En su momento nadie pudo explicar ni justificar esa premonición del congresista. El tiempo mostraría como se desató un feroz enfrntamiento de poderes entre el ejecutivo y el poder judicial, al nivel de sus máximos jerarcas.
Días más tarde, fue llamado a rendir indagatoria ante la Corte Suprema de Justicia donde Araújo reconoció que asistió a una reunión con alias ‘Jorge 40’ previa consulta con el alto gobierno, y que su hermano Sergio se reunió varias veces con el exjefe paramilitar Rodrigo Tovar, por solicitud del gobierno para coadyuvar en la desmovilizacion y desarme, que en efecto se llevó a cabo. Aunque su versión fue corroborada esa semana por el alto comisionado de Paz, Luis Carlos Restrepo, Araújo ya había desatado una tormenta política en el uribismo al declarar que si lo investigaban a él, sería para salpicar al gobierno. El mismo día asistió a un debate de control político en el congreso en el cual los congresistas de la oposición le pidieron la renuncia a su hermana, por tener vínculos familiares con un congresista investigado, lo cual era impresentable para una persona de su cargo.

### Proceso penal
El 15 de febrero de 2007, después del receso de los jueces por el fin de año, la Corte Suprema de Justicia dictó medida de aseguramiento contra el senador Araújo y otros cinco congresistas por vínculos con grupos paramilitares, acusados del delito de concierto para delinquir. A Araújo, además, se le sindicó de secuestro extorsivo agravado. Araújo fue capturado ese mismo día a las 19:00, en un conocido centro comercial de Bogotá. La acusación contra Araujo aseguraba que además de beneficiarse electoralmente de las presiones del bloque Norte, de 'Jorge 40', para alcanzar la curul, fue presuntamente copartícipe del secuestro de su aliado Víctor Ochoa Daza. Tras una larga investigación, Araújo fue absuelto del cargo de secuestro extorsivo mediante preclusión de la Fiscalía General de la República. Sin embargo, el 18 de marzo de 2010 fue Condenado a nueve años y tres meses de prisión por Concierto para Delinquir. El 23 de julio de 2010 volvió a Valledupar para cumplir el beneficio de casa por cárcel. El 28 de enero de 2011 un juez de ejecución de penas de Valledupar ordenó otorgar el beneficio de libertad condicional al exsenador, el cual se hizo efectivo el 8 de febrero de 2011.

## Congresista de Colombia
Su trayectoria política se identificó por:

### Iniciativas
El legado legislativo de Álvaro Araújo Castro se identificó por su participación en las siguientes iniciativas desde el congreso: Vicepresidente del Senado durante la presidencia de Germán Vargas Lleras, Ponente del Código Minero que es hoy ley de la nación, Miembro de la Comisión de Paz del Congreso. Gestor de la gasificación del Departamento del Cesar.

- Incluir algunas medidas coercitivas que mejoren el recaudo de regalías y la gestión de distribución y giro (Archivado).[12]
- Propone reducir en tres puntos porcentuales la tarifa al Impuesto sobre la Renta.[13]
- Declara patrimonio cultural de la Nación al caballo criollo colombiano de paso en sus cuatro andares: paso fino, trote y galope, trocha pura y trocha y galope (Aprobado).[14]
- Medidas relativas a la Protección Social de las Parejas del mismo sexo (Aprobado).[15]
- Propone permite que el presidente de la República en ejercicio, o quien a cualquier título haya ocupado dicho cargo, pueda ser elegido hasta para un máximo de dos períodos, consecutivos o no (Aprobado).[16]

### Partidos políticos
A lo largo de su carrera ha representado los siguientes partidos:
| Partido político                | Fecha Inicio       | Fecha Fin           |
| Movimiento Alas Equipo Colombia | 1 de enero de 2002 | 18 de enero de 2010 |
| Partido Liberal                 | 1 de enero de 1998 | 8 de abril de 2010  |

### Cargos públicos
Entre los cargos públicos ocupados por Álvaro Araújo Castro, se identifican:
| Cargo público             | Partido político                | Fecha Inicio        | Fecha Fin           |
| Senador de Colombia       | Movimiento Alas Equipo Colombia | 20 de julio de 2002 | 20 de julio de 2006 |
| Representante a la Cámara | Movimiento Alas Equipo Colombia | 20 de julio de 1998 | 20 de julio de 2001 |
| Representante a la Cámara | Movimiento Alas Equipo Colombia | 20 de julio de 1994 | 20 de julio de 1998 |